# Jonathan Benassaya
Pour les articles homonymes, voir Benassaya.
Jonathan Benassaya, né le 24 septembre 1980 à Montpellier, est un entrepreneur français, président cofondateur (en 2007) de la plateforme de musique  Deezer sur internet. Il est diplômé de l'École nationale supérieure d'arts et métiers et de l'ESSEC. 

## Biographie
Il a commencé sa carrière dans une banque d'affaires puis a fondé en 2005 une régie de publicité en ligne spécialisée dans le secteur du jeu vidéo, renommée depuis Magic Party[réf. nécessaire].
Il développe son activité et pour cela part à Shanghai et Pékin, puis il décide finalement de revendre sa société[réf. nécessaire].
À son retour en France, il rencontre Daniel Marhely avec qui il développe en 2006 le site Blogmusik, écoute de musique en streaming. En 2007, le site est fermé car illégal. Après négociations avec la Sacem et Sesam, le site rouvrira par la suite sous le nom Deezer et connaît depuis un grand succès.
En novembre 2010, il quitte la présidence de Deezer pour se consacrer à ses nouveaux projets, notamment Stream Nation.